# Chaetona pictilis
Chaetona pictilis là một loài ruồi trong họ Tachinidae.